# Corpo progenitore
Il corpo progenitore o corpo originario è il corpo celeste dal quale proviene una determinata famiglia di meteoriti.

## Individuazione
Per arrivare a determinare il corpo originario di un certo gruppo omogeneo di meteoriti normalmente si parte confrontando l'albedo e lo spettro di questi campioni con quelli di corpi celesti conosciuti. Mediante un lavoro di questo tipo è stato possibile evidenziare notevoli somiglianze tra certi asteroidi e certi gruppi di meteoriti.

## Esempi
- Acondriti HED sono stati correlati con l'asteroide Vesta
- Meteoriti marziani con Marte
- Meteoriti lunari con la Luna